# Armadillidium album
Armadillidium album är en kräftdjursart som beskrevs av Dollfus 1887. Armadillidium album ingår i släktet Armadillidium och familjen klotgråsuggor. Inga underarter finns listade i Catalogue of Life.